# Гартгайм-на-Рейні
Гартгайм-ам-Райн (нім. Hartheim am Rhein) — громада в Німеччині, знаходиться в землі Баден-Вюртемберг. Підпорядковується адміністративному округу Фрайбург. Входить до складу району Брайсгау-Верхній Шварцвальд.
Площа — 26,05 км2. Населення становить 4844 ос. (станом на 31 грудня 2020).